# Rieska

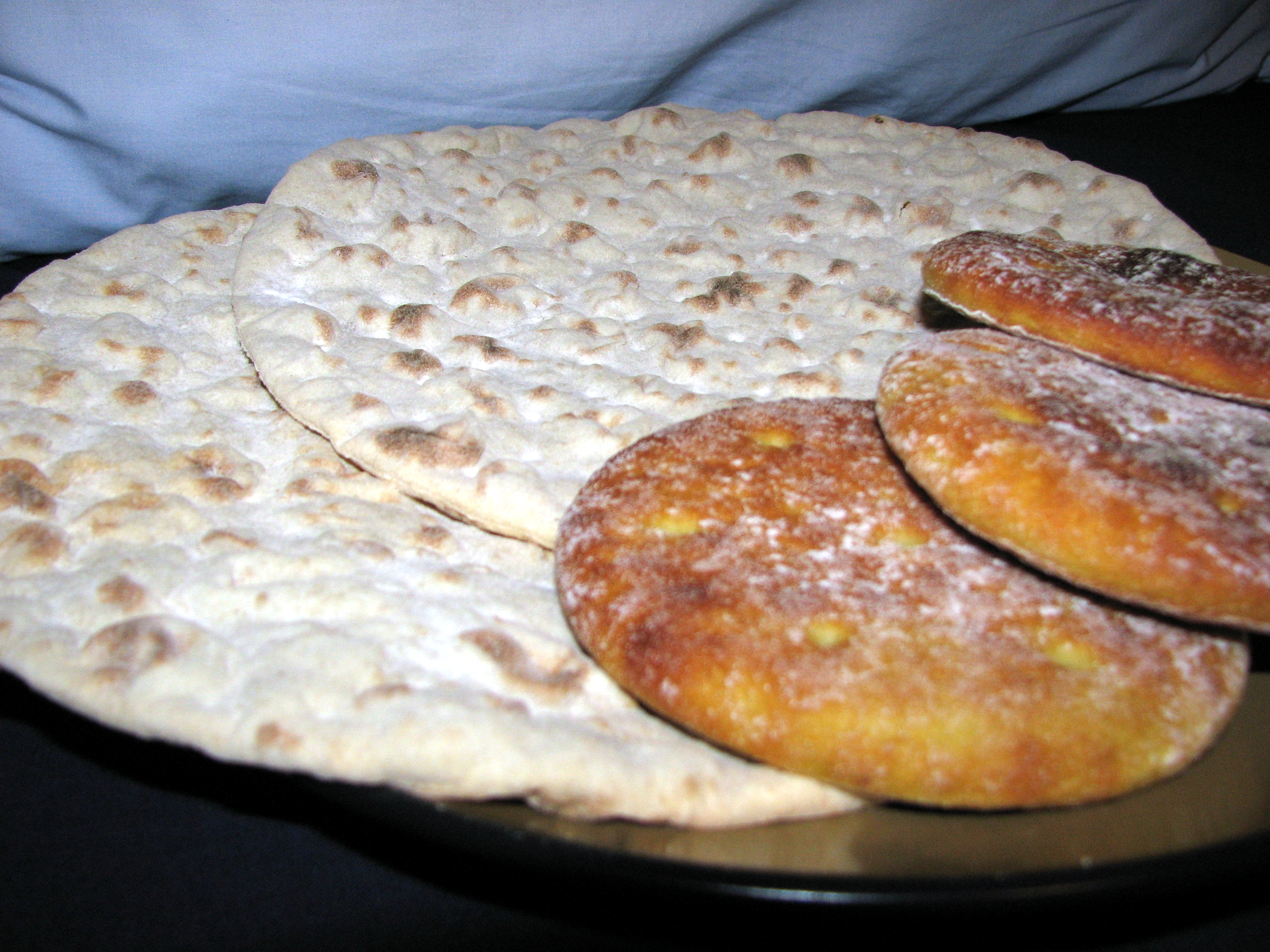
Råg - och potatisrieska.

Rieska är en typ av bröd, som förekommer i Finland och Tornedalen. Rieska är oftast ett ojäst tunnbröd baserat på korn, råg eller potatis, men det förekommer även tjockare jästa typer. Kärnmjölk eller färsk mjölk ingår också ofta i degen.
Rieska bakas ungefär som knäckebröd, men äts färskt istället för att torkas efteråt. Det serveras ofta varmt med smör, och exempelvis med mjölk till.
De vanligaste typerna av rieska är:
- Ohrarieska (kornrieska)
- Perunarieska (potatisrieska)
- Ruisrieska (rågrieska)
- Maitorieska (mjölkrieska)

Ruisrieska görs ofta helt utan kornmjöl. Maitorieska är en lokal specialitet i området kring Ylivieska. Det påminner om ohrarieska, men görs på färsk mjölk snarare än kärnmjölk.